# Comté d'Alost
Pour les articles homonymes, voir Alost (homonymie).
Le comté d'Alost est une principauté féodale située dans le territoire de l'actuelle Belgique. Le comté d'Alost se trouvait sous la suzeraineté du comte de Flandre, mais était située dans le Saint-Empire. Il faisait donc partie de la Flandre impériale.

## Histoire
L'origine de ce comté se trouve en 1056, quand le comte de Flandre Baudouin V reçut de l'empereur Henri IV un comitatus dans l'ouest du Brabant, jusqu'à la Dendre. Le comte confia l'administration de cette région à une famille, qui auparavant avait détenu la fonction d'avoué de l'abbaye Saint-Pierre de Gand et qui prit le titre de seigneur d'Alost. Ce territoire était donc un comté, mais ceux qui le tenaient au nom du marquis de Flandre n'étaient point comtes, mais simples seigneurs. Néanmoins, comme les comtes, ils disposaient de tout un personnel : châtelains, sénéchaux, chambellans, échansons et autres officiers, signant leurs lettres avec eux.
Les seigneurs, dits comtes d'Alost, viennent des anciens comtes de Gand (châtelains de Gand). Le Pays d'Alost, la terre de Waes ou Waise, les quatre métiers d'Assenede, Bochout, Axel, Hulst, furent les principales possessions des comtes de Gand qui restèrent aux mains des seigneurs d'Alost, après que le comte de Flandre eut conquis une première fois le neuf château de Gand sur l'empereur. Les seigneurs d'Alost reprennent souvent dans leurs chartes le surnom de Gand et ils ont partagé avec les châtelains de Gand les avoueries de l'abbaye Saint-Pierre de Gand et de l'abbaye Saint-Bavon de Gand.
On ne sait pas avec précision quand les comtes de Gand allèrent à Alost. Le pays d'Alost comprenait une grande partie de l'ancien duché de Brabant, issu de la Basse-Lotharingie. Les seigneurs d'Alost semblent avoir considéré comme leurs seigneurs féodaux les ducs de Brabant :
Vers 1076, Robert le Frison remit aux seigneurs d'Alost le pays de Waes. Les seigneurs d'Alost détenaient également Tourcoing dont ils furent les premiers seigneurs.
Dans la crise que provoque l'assassinat de Charles Ier de Flandre et la compétition de Guillaume de Normandie et de Thierry d'Alsace, Iwan d'Alost est au premier rang des grands qui soutiennent la cause de ce dernier. Le comte Guillaume fut tué au siège de la place d'Alost (1128). Par reconnaissance pour l'aide apportée dans sa lutte contre le Normand, Thierry d'Alsace permit à Iwan de s'emparer de la succession de Baudouin III d'Alost, son frère (mort en 1127), au mépris des droits de Béatrice de Gand-Alost, la fille de Baudouin III, épouse d'Henri, châtelain de Bourbourg, (famille de Bourbourg).
En 1165 était mort Thierry d'Alost, fils d'Iwan le Chauve et de Laurette de Flandre, fille de Thierry d'Alsace et de sa première femme Suanehilde. Il ne laissait pas de descendant et ses terres firent retour au comte de Flandre. Les descendants de Béatrice n'élevèrent pas de revendications bien sérieuses sur l'héritage qui leur avait été ravi, Baudouin de Bourbourg, fils d'Henri, négocia avec le comte de Flandre Philippe d'Alsace, et en reçut quelques terres dépendant d'Alost et la seigneurie de Tourcoing (liste des seigneurs de Tourcoing).

## Liste des seigneurs d'Alost
Les seigneurs d'Alost, surnommés de Gand, portent les mêmes armes que les châtelains de Gand : « Écusson de sable au chef d'argent ».

Armoiries des seigneurs d'Alost

### Raoul d'AlostXIesiècle
Raoul de Gand ou d'Alost vit au temps d' Henri Ier (roi des Francs)  et de Baudouin de Lille (Baudouin V de Flandre), comte de Flandre. Son origine précise n'est pas connue mais les auteurs s'accordent pour lui donner un lien de parenté avec Lambert, 1er châtelain héréditaire de Gand. Dans les chartes, il est retrouvé avec le surnom de Gand ou il est dit d'Alost du fait de sa seigneurie. Est également qualifié d'avoué, car il avait dans son district, l'avouerie et la protection des biens des abbayes Saint-Pierre de Gand et Saint-Bavon de Gand.
En 1038, Raoul assiste à une cour solennelle tenue par Baudouin comte de Flandre à Arras. Il y souscrit aux lettres octroyées par Baudouin à l'abbaye de Marchiennes, avec différents notables, tels qu'Eustache, comte de Boulogne, Roger, comte de Saint-Pol, et les évêques de Cambrai, Thérouanne, d'Amiens, de Tournai, etc.
On le retrouve également sur deux chartes de l'abbaye de Saint-Pierre de Gand passées en 1050 et 1052, avec Baudouin de Gand, son fils, Arnould d'Audenarde, Folcard châtelain de Gand, etc..
Il est encore retrouvé en 1056, sur une charte où Baudouin, présent à Saint-Omer, confirme les biens de l'abbaye Saint-Bertin, Raoul tenait ainsi son rang parmi les grands seigneurs de Flandre.
Selon un titre de l'abbaye de Saint-Winoc, il a épousé Gisle, sans autre précision. Toutefois, un de leurs fils Gislebert de Gand, seigneur de Folquingham en Angleterre, est qualifié par son historien de neveu de Baudouin comte de Flandre. On peut penser que sa mère provenait de la famille ou avait un lien de parenté avec les comtes de Flandre. On a pu dire qu'elle était fille de Frédéric de Luxembourg.
Le couple a eu trois enfants :
- Baudouin Ier de Gand, seigneur d'Alost, qui continue la lignée,
- Gislebert Ier de Gand, accompagne Guillaume le Conquérant en Angleterre, est le créateur de la branche des seigneurs de Folquingham en Angleterre. Ses descendants garderont la seigneurie de Folquingham jusque dans les années 1217, époque à laquelle elle revient au fils du roi d'Angleterre Henri III le futur souverain Édouard Ier. Un des héritiers de Gislebert Ier de Gand sera également comte de Lincoln et l'un d'entre eux assurera un temps la fonction de chancelier ou garde des sceaux d'Angleterre[15].
- Raoul de Gand, dit d'Alost, chambrier ou chambellan de Flandre. À ce titre, il donne quelques terres situées à Testrep à l'abbaye Saint-Winoc de Bergues pour le salut de Raoul et de Gisle ses parents. Il en expédie les lettres en 1095 en présence de son suzerain Robert Ier de Flandre, de Baudouin II de Gand, son petit-neveu, et de différents seigneurs. Il accompagne le comte Robert de Flandre au voyage de Jérusalem en 1096 (première croisade) avec ses neveux Baudouin et Gislebert[12].

### BaudouinIerde Gand ou d'Alost (†1081 ou 1082)
En 1046, Baudouin, fils de Raoul, est à Tournai, où il signe des lettres dans lesquelles Baudouin, évêque de Tournai et Noyon, confirme à Wixhard, abbé de Saint-Pierre de Gand, l'église d'Ostbourg avec la chapelle qui en dépendait située à Isendic.
Devenu seigneur d'Alost, après son père, il est dénommé par ce surnom d'Alost dans quelques actes; Il est retrouvé à Corbie, à la suite de Baudouin V comte de Flandre, quand celui-ci vient demander au roi de France Philippe Ier, l'amortissement des biens de l'abbaye de Hasnon, et il appose avec le comte de Flandre son nom au bas de l'acte royal pour l'an 1065.
Il assiste également à une cour solennelle du comte Baudouin V à Bergues en 1067, Adèle de France, épouse de Baudouin V est présente, de même que leurs enfants Baudouin et Robert, et différents notables locaux : Eustache comte de Boulogne, Roger, comte de Saint-Pol, et autres seigneurs locaux.
En 1075, le roi de France Philippe Ier (roi des Francs) confirme la possession de l'église Saint-Pierre d'Aire, à la requête du comte Robert Ier de Flandre (Robert le Frison). Baudouin Ier d'Alost fait partie des témoins avec les autres grands du comté de Flandre : Eustache comte de Boulogne, Guy comte de Saint-Pol, Hugues son frère, Robert de Béthune, ainsi que Geoffroy de Boulogne évêque de Paris.
Selon une source ancienne, Baudouin d'Alost aurait reçu de Robert le Frison les lieux de Tronciennes (sans doute Tronchiennes) et de Rusle. Baudouin est en compagnie du comte Robert en 1080 à Messines et signe à nouveau en tant que témoin la charte de confirmation envoyée par Robert à l'abbaye de Messines, fondée par la mère de Robert, avec Robert et Philippe, enfants de Robert, le comte de Boulogne, le comte de Saint-Pol, Arnould d'Ardres (seigneurs d'Ardres), Robert de Péronne, et autres.
Baudouin meurt peu après en 1081 ou 1082 et laisse plusieurs enfants de son épouse appelée Ode. Après le décès de son mari, Ode se fait religieuse dans l'abbaye que son fils Gislebert a fondée à Alost. Elle a été transférée peu après à Forest près de la ville de Bruxelles par Fulgence, 1er abbé d'Afflighem (abbaye d'Affligem).
Baudouin Ier et Ode ont eu plusieurs enfants :
- Baudouin II de Gand, dit  le Grand  ou  le Gros , seigneur d'Alost et de Waise.
- Gautier de Gand fonde la branche des seigneurs de Tenremonde.
- Gislebert II de Gand, chevalier, est qualifié de fils de Baudouin de Gand dans une charte de 1088, dans laquelle Lotbert, abbé de l'abbaye d'Hasnon lui vend les alleux ou terres franches que son église possédait à Alost, Rasseghem et à Lède[16]. Dans une autre charte de 1096, où il est dénommé fils de Baudouin d'Alost, fils de Raoul, il fonde en son alleu d'Alost une abbaye de religieuses de l'ordre de saint-Benoit, où sa mère Ode et sa sœur Liltgarde ont pris le voile. Fulgence 1er abbé de l'abbaye d'Affligem, transféra le monastère créé à Alost à Forest, près de Bruxelles (abbaye de Forest), avec le consentement d'Odon, évêque de Cambrai, et ordonna que les religieuses observent la règle de l'abbaye de Cluny. Gislebert se croise en 1096 pour aller à Jérusalem, avec Baudouin son frère aîné, Raoul d'Alost chambrier de Flandre son oncle, Foulques de Guines, Arnould II d'Ardres (seigneurs d'Ardres) et d'autres seigneurs. On ne sait pas s'il en revint mais on le sait mort avant 1113 car dans la charte de translation de l'abbaye d'Alost vers Forest, Fulgence déclare qu'il le fait seul après le décès de Gislebert et avec la permission d'Odon évêque de Cambrai qui est mort en 1113[17].
- Engelbert de Gand, ou Englebert, a été seigneur de Petenghem (Peteghem). Il est cité dans Lambert d'Ardres en tant qu'Engelbert de Peteghem, frère de Baudouin dit le Gros, seigneur d'Alost. La chronique de l'abbaye de Ninove dit qu'il a eu une fille Gisle de Petenghem, mariée à Gérard seigneur de Ninove, surnommé le Connestable, fils d'Amaury, connétable de Flandre. Gisle et Gérard ont eu deux filles, Mahaut dite de Ninove, et Ermengarde de Wome. À sa mort, Gisle est enterrée en l'église de saint Cornille fondée à Ninove par son époux[17].
- Gertrude de Gand ou d'Alost, se marie avec Arnould II d'Ardres, seigneur d'Ardres[17].
- Lutgarde ou LIetgarde, entre en religion avec sa mère Ode[18].

### Baudouin II de Gand, mort en 1097
Baudouin II le Gros, fils de Baudouin Ier, 1081-1097, a eu cinq enfants :
- Baudouin III de Gand, dit Le Losche et Le Barbu, seigneur d'Alost;
- Yvain de Gand, surnommé le Chauve, seigneur d'Alost, père de Thierry de Gand, seigneur et prince d'Alost, mort sans enfants;
- Gislebert de Gand
- Siger de Gand
- Béatrix de Gand, dame de Beure[19].

### Baudouin III de Gand 1098-1127
Baudouin III de Gand, dit Le Losche et Le Barbu, fils de Baudouin II, lui succède dans la possession d'Alost et de Waise. Il s'appelle tantôt Baudouin d'Alost, tantôt Baudouin de Gand. Ses surnoms sont dus à son problème de vision (il louche) et au port de la barbe qu'il avait fort longue.
Il succède à son père alors qu'il est encore jeune. Il prend alliance avec une très noble dame, Luthgarde de Grimberguen dont il eut une seule fille.
Il signe différentes lettres émises par les comtes de Flandre Baudouin VII et Charles le Bon, dans les années 1115 à 1122, avec les principaux prélats et seigneurs du pays, à savoir Jean Ier de Warneton évêque de Thérouanne, Lambert évêque de Noyon-Tournai, Lambert abbé de Saint-Bertin de Saint-Omer, Gislebert abbé d'Eename, Guillaume d'Ypres fils de Philippe de Flandre, Robert avoué de Béthune, Gauthier de Tournai, Hacquet châtelain de Bruges, Gauthier, châtelain de Courtrai, Gérard chambrier de Flandre Raze de Gaure, Thierry de Beure, Baudouin de Hénin, Éverard de Gand dit Le Riche, et plusieurs autres
Il passe en 1123 un accord avec Arnould, abbé de Saint-Pierre de Gand, à propos des hommes censiers de ce monastère, demeurant en l"avouerie de Brabant qu'il tenait en fief de Charles comte de Flandre, comme il l'avait tenu auparavant de ses prédécesseurs.
Un peu plus tard, en 1125, avec Yvain son frère, il restitue à l'abbaye d'Affleghem (abbaye d'Afflighem?)  l'église d'Herembaldeghem (Erembodegem?) et les moulins que leur mère avait donné pour le salut de leur père, en y ajoutant quelques jardins et autres terres, dont des francs alleus possédés à Testrep, ainsi que l'affranchissement de tous péages et tributs en leur seigneurie. Les lettres sont passées en présence de plusieurs témoins Guillaume de Vorcelar, Gosselin d'Ordeghem, Folcard d'Asch, Albert de Herembaldeghem, Raoul de Nielle, fils de Fromin, Arnould et Engelbert de Breda, Guilaume sénéchal d'Alost et autres. Baudouin y apposa son sceau : il est représenté à cheval avec une bannière en la min droite au lieu d'épée et un écusson de guerre en la gauche dont il ne parait que le revers; de ce fait ses armes ne peuvent être aperçues.
Baudouin a été un des premiers barons des Flandres, qui après la mort du comte de Flandres Charles Ier de Flandre, le2 mars 1127, a reçu et établi comte de Flandre Guillaume Cliton, conformément à la volonté de Louis VI le Gros, roi de France. Il joue un grand rôle dans cette nomination, Guillaume étant présent à Bruges. En reconnaissance, Guillaume lui donne le 7 avril 400 livres de terre.
Ce don pousse Baudouin III à affronter un des prétendants au comté de Flandres Baudouin IV de Hainaut qui s'était emparé d'Audenarde et en avait fortifié le château. Baudouin III rassemble une grande armée de Gantois pour assiéger Audenarde, mais repoussé par Baudouin IV de Hainaut aidé des bourgeois d'Audenarde, il revient auprès de Guillaume.
Le 14 avril 1127, Baudouin III souscrit à la charte passée par Guillaume confirmant les coutumes et franchises en faveur des habitants de Saint-Omer et jure de respecter ces coutumes et franchises.
Peu de temps après, il ressent un profond malaise en sonnant d'un cor de chasse, en liaison avec une blessure reçue autrefois dans le front. Craignant de mourir prochainement, il prend l'habit de religieux et se retire dans l'abbaye d'Afflighem. il y meurt quelques jours plus tard et y est enterré. Selon les sources, il meurt le 24 octobre 1127 ou en 1130. Les mêmes sources le disent décédè avec l'éloge d'être le 1er entre les premiers de Flandre et de Brabant, voire d'être « le Pair des Pairs » de Flandre.
Baudouin III et Luthgarde de Grimbergen ont eu une fille Béatrix de Gand, héritière des terres d'Alost et de Waise. Mais étant en fort bas âge à la mort de son père, elle en sera privée par son oncle Yvain de Gand avec le consentement de Thierry d'Alsace, comte de Flandre. Elle va épouser Henri de Bourbourg, (famille de Bourbourg) châtelain de Bourbourg. et va amener à ces châtelains des droits sur Alost et sur Tourcoing.

### Yvain de Gand (1095-1145)
Yvain de Gand, surnommé le Chauve, seigneur d'Alost et de Waise est le frère de Baudouin III et le second fils de Baudouin II de Gand et de Mahaut dit Reinewide sa femme.
Il est parfois appelé Hyvain, Iwan, Iven, Ewen, Yvon dans différents documents. Orderic Vital lui accorde les qualités de puissant et noble, doué d'une valeur et générosité louable, redouté tant par ses richesses et ses relations que par les places fortes qu'il possède et par l'affection que lui portent ceux de son pays.
En 1122, Yvain souscrit avec Baudouin son frère aux lettres de rétribution que Charles Ier de Flandre établit entre Wlueric, abbé de Saint-Bavon de Gand et Daniel avoué de la même abbaye. Puis il concède à l'abbaye d'Afflighem la part qu'il détenait en l'église et les moulins d'Herenbaldeghem, par une charte passée en 1125.
Après la mort de Charles Ier de Flandre le 2 mars 1127, Yvain contribue activement à poursuivre les meurtriers puis il accueille Guillaume Cliton, établi comte de Flandre par le roi Louis le Gros. Toutefois, il rejoint Daniel, seigneur de Tenremonde, pour favoriser en tant que comte de Flandre Thierry d'Alsace, cousin de Charles Ier. Un autre prétendant au comté de Flandre, Arnould (Arnoul de Danemark), fils aîné de la sœur de Charles Ier, escompte l'appui d'Henri Ier roi d'Angleterre et celui du duc de Brabant, comte de Louvain, dont il devait épouser la fille. Le roi Henri envoya de grands présents à Yvain et à Daniel, deux des pairs et princes de Flandre, afin qu'ils chassent son neveu Guillaume Cliton,du pays. Et le duc de Brabant leur fait, de la part du roi Henry, prêter serment que sans son consentement, et son autorisation, ils n'admettront pas Thierry d'Alsace comme comte. Mais en réalité, ayant introduit Thierry à Gand puis à Bruges, ils contribuent à ce que la noblesse et le peuple élisent Thierry comte de Flandre. Et lors de l'assemblée générale tenue le 30 mars 1127, ils sont parmi les premiers à lui rendre hommage.
Le duc de Brabant, irrité, se déclare pour Guillaume Cliton. Yvain et Daniel prennent le 12 juin 1128 50 chevaliers des troupes du duc à Ruppelmonde, mais ne peuvent empêcher le duc de les assiéger dans Alost où ils s'étaient retirés. Guillaume Cliton le rejoint avec 400 chevaux pour soutenir son action. Guillaume reçoit une grave blessure qui va entrainer sa mort. Le duc de Brabant lève le siège d'Alost et Thierry est affermi en tant que comte de Flandre.
Thierry est ensuite accueilli dans ses « bonnes villes » de Flandre, dont il confirme les coutumes et franchises, comme à Saint-Omer où il le fait en présence de Guillaume châtelain de Saint-Omer, Guillaume de Lo autrement dit Guillaume d'Ypres, d'Yvain de Gand, de Daniel de Tenremonde, de Rase de Gavre, de Gislebert de Bergues, d'Henri de Bourbourg, de Wenemar châtelain de Gand et de Gervais de Bruges.
À ce moment, Baudouin de Gand, seigneur d'Alost et de Waise, frère aîné d'Yvain, décède. Yvain va s'imposer afin d'éviter que la fille en bas âge de Baudouin n'hérite de son père. Il reçoit le consentement de Thierry d'Alsace et ne laisse à sa nièce Béatrix que quelques terres en Brabant, venant de Lutgarde mère de Béatrix. Il se rend seigneur d'Alost et de Waise et des quatre métiers, pour lesquels il rend hommage au comte Thierry. Et de là, prend le surnom d'Alost même s'il utilise encore l'appellation « de Gand ».
En 1133, étant à Gand, sous le titre d'Yvain d'Alost, il souscrit aux lettres expédiées par Thierry pour l'abbaye Saint-Pierre de Gand.
Parmi ses biens, figurait la seigneurie de Liedekerque. il en donna l'église à Gislebert, abbé de l'abbaye de Ninove, après la mort de Wolthelme, abbé d'Ieth et de Liedekerque.
Yvain mena encore d'autres opérations du même ordre. Seigneur de Tronchiennes où existait une église de Notre-Dame desservie par des chanoines séculiers, il remplace ceux-ci par une abbaye de l'ordre de Prémontré. Il dote cette abbaye de Tronchiennes de biens et de revenus situés en sa terre de Waise. Il y fait venir des moines blancs (du nom de leur habit), tirés de l'abbaye Saint-Martin de Laon avec un abbé nommé Gossuin. Par uns charte passée à Bruges en 1136, il les dote de terres, avec l'accord de Thierry comte de Flandre, duquel il les tenait en fief. Accédant à la demande Oger prévôt de Tronchiennes et d'Yvain, Thierry va confirmer le don avec sa femme Sybille, fille de Foulques d'Anjou, roi de Jérusalem, lors de sa présence en la ville d'Aire en 1138. Les chanoines précédemment sur place restèrent dans l'abbaye, eurent l'autorisation de percevoir, leur vie durant, l'usufruit de leurs prébendes. À mesure qu'ils décédaient, leurs prébendes revinrent aux moines blancs. Yvain augmenta encore les dons faits à l'abbaye, notamment la terre d'Hulst, la dîme des moulins et tous les revenus dont il disposait à Tronchiennes et dans le pays de Waise, par lettres envoyées en 1139, avec le consentement de Laurette, son épouse, en présence de Rase de Grave, de Guillaume de Boulers, de Gérard connétable de Ninove, Gislebert de Liedekerque et autres seigneurs de marque.
Laurette ou Laurence était la fille de Thierry d'Alsace et de sa première femme Swanehilde ou Suanehilde. Laurette avait d'abord épousé Henri II de Limbourg, duc de Limbourg, fils de Waleran, autrement appelé Payen d'Arlon. Mais les deux étaient parents en degrés défendus par l'Église, et durent se séparer. Laurette d'Alsace, surnommée de Flandre, fut remariée par son père à Yvain de Gand, le mariage a eu lieu au plus tard en 1139, année où Yvain donne à l'abbaye Saint-Nicolas de Furnes, les deux parts de la dîme d'Houthem en présence de Léon de Borselles, Raze de Gavre, Gossuin d'Ordeghem, Raoul châtelain de Bruges, Anselme châtelain d'Ypres, Thierry de Beure et Chrétien châtelain de Dixmue.
Yvain signe également les lettres octroyées par le comte Thierry en 1142 à la commanderie de Castre (Caestre) et de Slippe (Slype). La suite du comte comprenait notamment Alulfe (Alvise) évêque d'Arras, Milon évêque de Thérouanne, Gautier abbé de Saint Vaast, Lion (Léonius de Furnes) abbé de Saint-Bertin, YVain d'Alost, Hugues de Fauquemberghe, Michel connétable de Flandre, Gislebert châtelain de Bergues, Raoul châtelain de Bruges, Roger châtelain de Courtrai.Par lettres passées à Harnes le 3 avril 1143, le comte Thierry confirme à l'église Notre Dame de Tronchiennes, les deux parts de la dîme de toute la paroisse de Rusle, que le comte Robert II de Flandre y avait concédées, avec les deux parts de la dîme des paroisses de Tronchiennes, de Languedem et de Voislar. Il prit cette décision, à la suite de la requête d'Yvain de Gand et de Laurette sa femme, de Raoul châtelain de Bruges et de son épouse, la première étant fille et la seconde nièce du comte Thierry.
Yvain seigneur d'Alost est dit mort, selon certains en 1144. Mais une charte du comte Thierry, expédiée à Ypres en faveur de l'abbaye de Saint-Bavon en 1145 est signée par Yvain, avec pour autres témoins Raoul châtelain de Bruges, Gislebert châtelain de Bergues, Gautier châtelain de Saint-Omer, Roger châtelain de Lille, Roger châtelain de Courtrai, Anselme d'Ypres et Baudouin son frère.
Selon le chroniqueur Baudouin de Ninove, Yvain est mort en 1146. Il a été inhumé dans l'église de l'abbaye de Tronchiennes par lui fondée. Son épouse Laurette ou Laurence devient veuve, étant mère d'un seul fils. Laurence épouse en 3e noces, Raoul comte de Vermandois, prince de sang royal de France et elle va se marier une 4e fois avec Henri IV de Luxembourg comte de Namur. veuve d'Yvain, elle signe de différents sceaux : Laurette fille de Thierry comte, Madame Laurette servante du Christ ou encore Laurette, dame d'Alost.

### Thierry de Gand (1145-1165)
Thierry de Gand est fils d'Yvain et de Laurence, seigneur d 'Alost et de Waise.
Les possesseurs de la terre d 'Alost issus de la maison de Gand jusqu'à Thierry, s'étaient contentés de la qualité de seigneurs d'Alost, même s'ils ont parfois été qualifiés du titre de comte. Thierry se distingue en prenant dans quelques chartes le qualificatif de prince d'Alost. Ce fait peut trouver une tentative d'explication dans sa proximité avec deux puissants comtes de Flandre. Il est le neveu de Philippe d'Alsace, dit Le Grand, et petit-fils de Thierry qui lui imposa son nom au baptême. De plus, il a épousé une dame de fort grande famille en se mariant avec Laurence de Hainaut, 3e fille de Baudouin IV comte de Hainaut et d'Alix de Namur, autrement nommée Ermenson. En rendent témoignage Baudouin d'Avesnes et Jacques de Guise, celui-ci appelant Thierry de Gand, dans ses Annales de Hainaut, comte d'Alost et de Waise.
Étant à Cluse en 1160, Thierry fait quelques dons à l'église du lieu qui dépendait de l'abbaye Saint-Pierre de Gand. Les lettres ont été passées en présence de Gautier de Nivelles, Olivier de Malines, Thierry prévôt de Donze, Guiselin son frère et autres. Dans cette charte, il s'intitule fils d'Yvain de Gand et de Laurette, fille de Thierry, comte de Flandres.
Il amortit également à Gautier abbé et aux chanoines de l'église de Tronchiennes (abbaye de Tronchiennes) des terres qu'il avait acquises de Guillaume de Liedequerque, d'Yvain son oncle, d'Abiue de Guisenghem et de Siger de Munte, ses vassaux. En ont été témoins : Gislebert d'Alost, sans doute fils de Baudouin de Gand dit le Gros, Siger châtelain d'Alost, Gauthier de Sottenghien, Gérard son frère, Jean de Bierst, Gautier d'Erpe, Étienne de Boulers.
Dans un troisième acte, il transporte à Guillaume, abbé de l'abbaye Saint-Nicolas de Furnes, 9 mesures de terres (un peu moins de 4 hectares) situées près de l'église d'Houthem, en échange de neuf autres qu'Ingelburge, veuve de Lerron, bourgeois de Furnes lui avait données.
En 1163, étant à Gand avec Philippe comte de Flandres, son oncle, Steppon de Vegensele et ses enfants les constituèrent plèges (cautions) d'un accord fait avec l'église d'Affleghem. Ils acceptèrent et le comte Thierry, père de Philippe, ratifia l'acte, En furent témoins : Robert prévôt d'Aire, chancelier de Flandres, Raze de Gavre, Roger de Landast, Roger châtelain de Gand et ses fils Gautier et Arnould, Roger de Courtrai, Baudouin de Windeque, Gérard de Sottenghien, Gossuin son frère, Siger de Sommerghem et d'autres.
L'abbaye d'Afflighem avait été endommagée par Thierry d'Alost et par certains de ses sujets et vassaux, auxquels il ne s'était pas opposé comme il aurait dû. Se repentant de ces méfaits et craignant le jugement de Dieu, Thierry d'Alost va à l'abaye en 1164, et conduit dans l'église, devant l'autel de saint Pierre, il donna sa forêt appelée Hoquerde avec quelques terres adjacentes. Le don fut fait dans les mains de deux nobles chevaliers Étienne de Boulers et Lierberg de Dentreghem. Il ordonna également que sur toutes les possessions, les intérêts et l'honneur de cette église soient respectés par tous, dans la prolongation de la protection qui lui fut donnée par son père Yvain de Gand et Baudouin son oncle. Ont été témoins de l'acte Gautier abbé de Tronchiennes, Gérard abbé de Ninove, Frère Daniel de Swinarde, Gérard de Sottenghiem, Siger châtelain d'Alost et Guillaume son frère, Henry de Lede, Albert de Herenbaldeghem et autres.Thierry a apposé son sceau sur la charte, il y est représenté à cheval ayant das sa main droite une épée nue, et en la gauche un écu aux armes de Gand avec une bordure, et sur la housse du cheval les armes de Hainaut.
Thierry signe encore des lettres passées au Mont de Blandin à Gand en 1165; il s'y qualifie de seigneur d'Alost et de Donse.
Il meurt peu après sans descendance. Il laisse pour héritier des terres d'Alost, de Waise et des Quatre métiers, Philippe, comte de Flandre, son oncle maternel, au préjudice des droits de Béatrix de Gand, sa cousine germaine.
Laurence de Hainaut, veuve de Thierry d'Alost, se retire dans la maison de son père Baudouin IV de Hainaut. Après la mort de celui-ci, le frère de Laurence, Baudouin V de Hainaut la remaria à Bouchard V de Montmorency, seigneur de Montmorency. Ils ont eu un fils Mathieu II de Montmorency, qui a reçu l'ordre de chevalerie de Baudouin V de Hainaut, son oncle maternel et fut ensuite connétable de France sous les rois Philippe Auguste, Louis VIII et Louis IX.
Après la mort de Thierry de Gand, Thierry de Beure, seigneur de Dicquemue, se prétendit son héritier. Il eut recours à Henri Ier de Brabant, duc de Lothier et de Brabant, en tant que son seigneur féodal, pour être maintenu dans ses droits contre Baudouin V de Hainaut, à qui la terre d'Alost échut avec le comté de Flandre, à la suite de la mort de Philippe d'Alsace, comte de Flandre, son beau-frère.

### Philippe d'Alsace (mort en 1191)
Philippe d'Alsace, comte de Flandre, passe en tant que seigneur d'Alost quelques chartes expédiées à Gand en 1166, en faveur de l"abbaye de Tronchiennes, où il déclare qu'après la mort de Thierry, fils de Laurette sa sœur et d'Yvain d'Alost, les terres que Thierry possédait venaient en sa main, tant par proximité de lignage que par puissance de domination et seigneurie. Dans une autre charte passée en faveur de l'église Saint-Nicolas de Furnes, il dit que la succession ou l'hérédité de Yvain et de Thierry, fils d'Yvain, lui était échue. En 1174, dans un nouvel acte, il confirme les franchises que Thierry avait octroyées aux bourgeois et habitants d'Alost, et il répète qu'après le décès de Thierry, la seigneurie de la ville d'Alost était parvenue au comte de Flandre.
Cet héritage a pu avoir lieu en vertu d'un traité passé entre les parents de Philippe d'Alsace et de Thierry de Gand, c'est-à-dire Thierry d'Alsace et Yvain de Gand. Dans ce traité, Thierry d'Alsace a maintenu Yvain en possession du pays d'Alost et de Waise, au détriment de Béatrix de Gand, sa nièce, qui en était l'héritière légitime, à charge que si Yvain ou ses enfants venaient à décéder sans enfant, les mêmes pays retourneraient au comte de Flandre. De ce fait, le comte Philippe d'Alsace, et après lui Baudouin V de Hainaut, comte de Hainaut et de Flandre, son beau-frère et son héritier reçoivent ces terres. À raison de quoi, Henri Ier de Brabant, duc de Brabant, ayant requis Baudouin V de reprendre de lui la terre d'Alost comme il y était tenu, (conséquence de la revendication sur la terre d 'Alost de Thierry de Beure évoquée ci-dessus) Baudouin la laissa à son second fils Philippe Ier de Namur, qui depuis a rendu foi et hommage à Henri à Louvain en l'an 1209.